# Alogia
Il termine alogia (dal greco α-, "senza", e λόγος, "discorso") indica una povertà di linguaggio o dell'eloquio. L'alogia è uno dei sintomi negativi che si possono osservare in pazienti affetti da schizofrenia unitamente ad altri segni quali l'appiattimento dell'affettività, l'abulia, l'anedonia e l'avolizione (mancanza di motivazione).